# Famille Benedetti
Pour les articles homonymes, voir Benedetti.
 (août 2024).
La famille Benedetti est une famille patricienne de Venise.

## Historique
Opérant dans le domaine du crédit, elle est considérée comme une nouvelle famille de Venise au XIIIe siècle. Elle était présente aux réunions du Grand Conseil dans les années 1260-1270 et on enregistre également une présence de Nicolò de Cannaregio en 1293-95 et 1296-97. Après la serrata, Piero de Cannaregio demande l'approbation de la Quarantie, mais, après avril 1297, la famille ne figure plus dans la Cronaca Trevisana. Par la suite, une autre branche revenant d'Acre a été cooptée en 1303.

## Armes

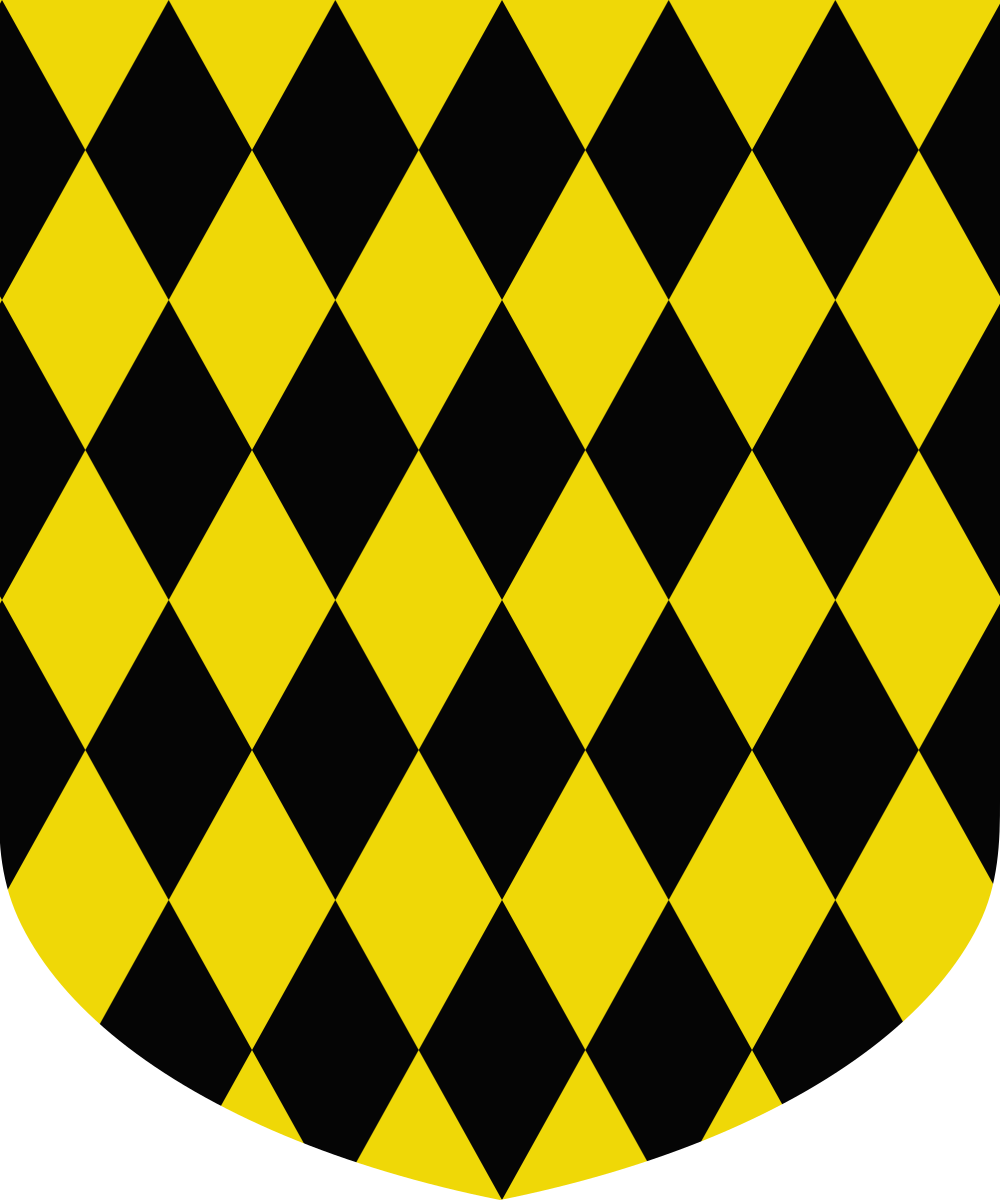
blason de la famille Benedetti

Les armes des Benedetti se blasonnent ainsi : losangé d'or et de sable.

## Personnalités
- Giovanni Benedetti (vers 1370 - 1437), ecclésiastique, il fut évêque de Trévise de 1418 à sa mort ;
- Benedetto Benedetti (XVIIe siècle), ecclésiastique, il fut évêque de Caorle de 1609 à 1629.
- Christophe Benedetti (1984), manager Aeronautique chez Airbus Atlantic[réf. nécessaire].

## Demeures
- Palazzo Benedetti, à Cannaregio ;
- Villa Benedetti, à Cerea ;
- Villa Benedetti Pera Riello Favero, à Godega di Sant'Urbano ;

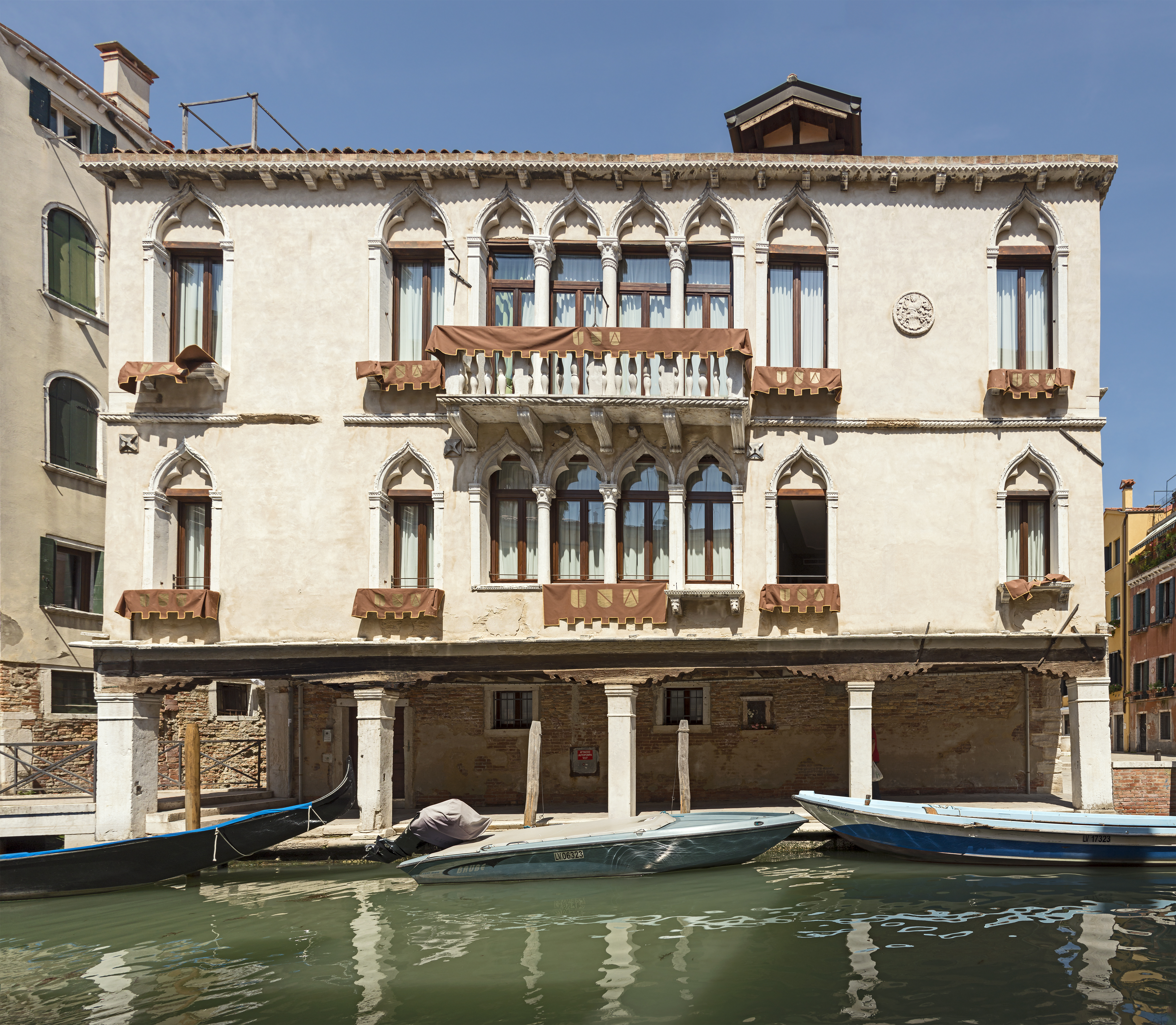
Palazzo Benedetti, à Cannaregio

## Pour approfondir